# Епископ јенопољски Никон
Никон (световно Бранко Цветићанин; Каћ, 27. септембар 1958) викарни је епископ јенопољски.

## Биографија
Рођен је као Бранко Цветићанин 27. септембра 1958. године, на Крстовдан, у Каћу, од родитеља Недељка и Марице.
Основну школу завршио је у родном месту, Гимназију „Светозар Марковић” у Новом Саду, а потом уписује Природно-математички факултет Универзитета у Новом Саду. У време велике опште духовне и егзистенцијалне кризе, 21. новембра 1991. године, тадашњи студент Бранко долази у Светогархангелску лавру у Ковиљу, где постаје искушеник код духовника и настојатеља јеромонаха Порфирија (Перића). У то време јеромонах Порфирије, по благослову Епископа бачког и новосадског Иринеја, предводи обнову те запустеле светиње.
Стога га после четири године, на Сретење 1995. године, по чину мале схиме монаши епископ Иринеј са именом Никон, по Преподобном Никону Радоњешком, руском светитељу из 14-15. века.
У чин јерођакона га је рукопроизвео његов духовни отац, тада викарни Епископ јегарски Порфирије, 13. јуна 2004. године, на празник Светог апостола Јерма. У чин презвитера – јеромонаха рукополаже га владика Порфирије на Томину недељу, 15. априла 2007. године.
У исто време, отац Никон је био један од прегалаца обнове Верске наставе у Републици Србији. Предавао је веронауку од 1994. до 2002. године у Основној школи „Лаза Костић” у Ковиљу, дакле, осам година пре него што је Верска настава враћена у образовни систем Републике Србије.
Због потреба мисије Цркве, 2014. године, када Епископ јегарски бива посвећен за Митрополита загребачко-љубљанског, јеромонах Никон одлази у Загреб, где као сабрат манастира Свете Петке обнавља монашки живот и посвећено ради на окупљању српске православне заједнице у Загребу. Као сабрат манастира Свете Петке водио је и духовно старање о професорима и ученицима Српске православне опште гимназије „Катарина Кантакузина Бранковић” у Загребу.
На Богословском факултету Универзитета у Београду је дипломирао у априлу 2024. године.
На предлог Епископа бачког Иринеја, Свети архијерејски сабор Српске православне цркве, на свом редовном заседању одржаном од 14. до 18. маја 2024. године, изабрао га је за Епископа јенопољског, викара Патријарха српског.
У чин архимандрита рукопроизвео га је Патријарх српски Порфирије 26. јула 2024. године у манастиру Светих Архангела у Ковиљу.
Хиротонисан је 1. септембра 2024. године.